# 법사학
법사학(法史學)은 법개념·법원리·법제도의 생성(生成)·변천·소멸의 과정 및 이 과정에 영향을 미친 원인·원동력·사상적 조류 등의 해명을 목적으로 하는 학문이며, 법률학의 일부분인 동시에 역사학의 일부분이기도 하다. 법제도의 역사를 연구하는 법제사학과는 다르다.
법사학은 여러 가지 측면을 지니고 있다. 우선 사상사·학설학적 측면에서 보면 현행법의 역사적 기초의 이해에 이바지하며, 문제사로서의 측면에서 보면 동일한 법률문제가 법 발전의 여러 가지 단계에서 어떻게 유사하고 또한 다른 취급을 받았는가를 나타내고 있으며, 그 밖에 법의 발달사로서의 측면에서 보면 일반적·사회적·문화적 발전과 관련시키면서 법의 생성·변천을 추적한다.
법사학도 비교 법학과 같이 특정 장소의 실정법 제도를 법의 일반적·전체적 관련 가운데서 그 특수적 위상을 확정하는 기능을 가지고 있다. 법사학의 연구는 일반적으로 국별·법계열로 나뉘어 한국·동양·서양법제사·로마법 등이 그 주요한 부문을 이루고 있으나 사법사·헌법사 등과 같이 법역별로도 행한다.

## 같이 보기
- 법제사학